# Astropecten fragilis
Astropecten fragilis är en sjöstjärneart som beskrevs av Addison Emery Verrill 1870. Astropecten fragilis ingår i släktet Astropecten och familjen kamsjöstjärnor. Inga underarter finns listade i Catalogue of Life.